# Donna Reed

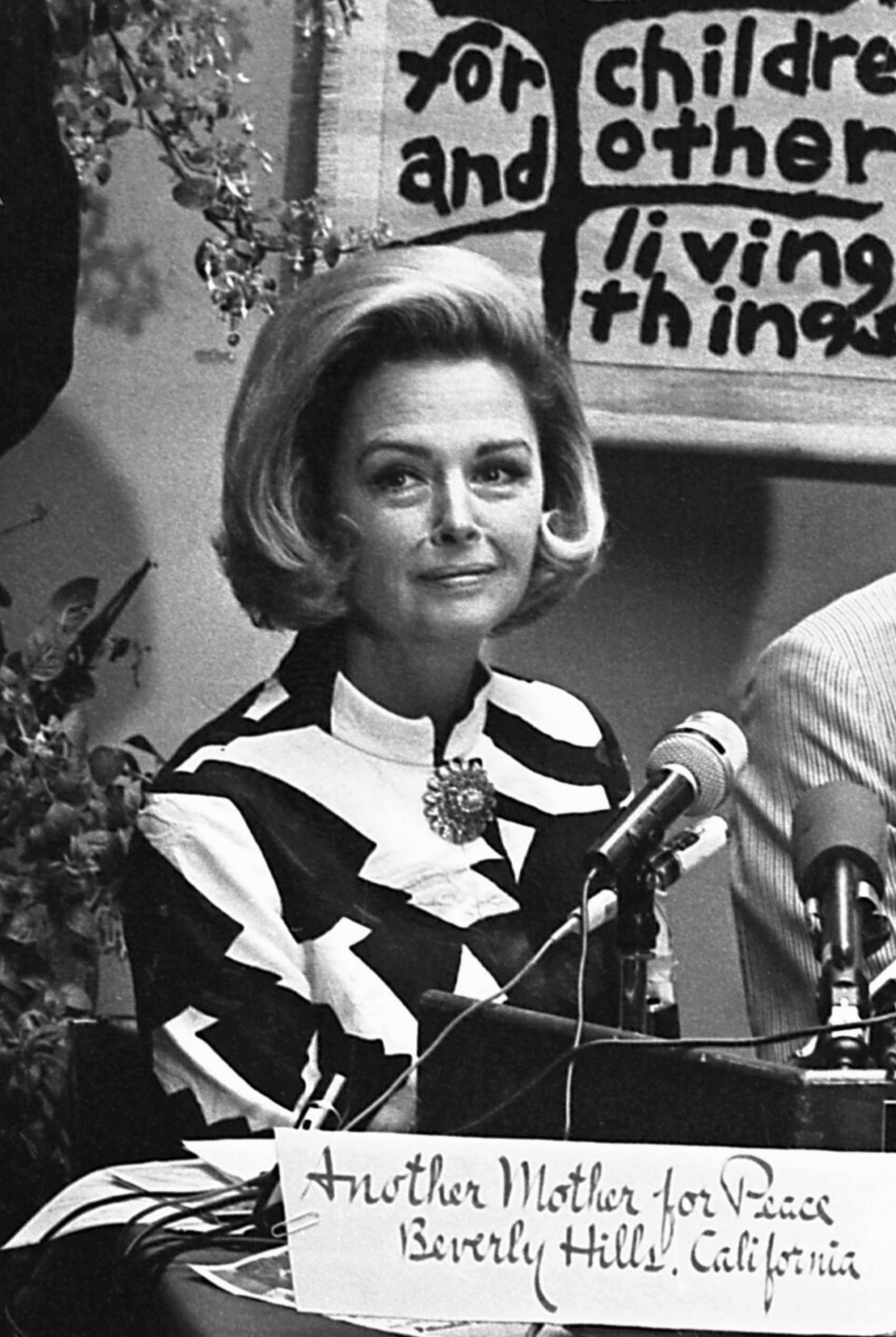
Donna Reed (1968)

Donna Reed (* 27. Januar 1921 in Denison, Iowa, als Donna Belle Mullenger; † 14. Januar 1986 in Beverly Hills, Kalifornien) war eine US-amerikanische Schauspielerin. Sie spielte die weibliche Hauptrolle im Filmklassiker Ist das Leben nicht schön? (1946) und erhielt 1953 einen Oscar für ihre Nebenrolle in Verdammt in alle Ewigkeit.

## Leben
Die Tochter eines Farmers wollte ursprünglich Lehrerin werden, fand dann aber während der College-Zeit Gefallen an der Schauspielerei und wirkte in verschiedenen Schulproduktionen mit. Reed kam 1939 nach Hollywood und wurde zunächst von Metro-Goldwyn-Mayer unter Vertrag genommen. Ihre ersten Engagements waren kleinere Nebenrollen wie in Der Schatten des dünnen Mannes (1941) oder Das Bildnis des Dorian Gray (1945).
Nach dem Zweiten Weltkrieg bot ihr der Regisseur Frank Capra ihre erste Hauptrolle in Ist das Leben nicht schön? (1946) an. Die Tragikomödie, in der sie neben James Stewart spielte, war im Jahr ihrer Premiere zwar ein Flop, brachte Reed aber dennoch einen Karriereschub. In den nächsten Jahren bekam Reed bedeutende Haupt- und Nebenrollen, war aber meist auf die Rolle des freundlichen Girl Next Door festgelegt. Sie gewann bei der Oscarverleihung 1953 den Oscar als beste Nebendarstellerin für ihre Darbietung als Hostess Lorene im Kriegsdrama Verdammt in alle Ewigkeit.
Nur wenige Jahre später bekam Reed eine eigene Serie, die Donna Reed Show, in Deutschland bekannt als Mutter ist die Allerbeste. Die Serie über eine amerikanische Familie mit zwei Kindern war acht Jahre lang ein Quotenhit und machte sie zum filmischen Idealbild der amerikanischen Hausfrau. Produziert wurde die Serie von ihrem zweiten Ehemann Tony Owen. Reed wurde von 1959 bis 1962 jedes Jahr für den Emmy nominiert. Aufgrund der Popularität, die die Serie auch in Deutschland hatte, erhielt sie 1964 einen Bronzenen und 1965 einen Silbernen Bravo Otto der Jugendzeitschrift Bravo.
Nach dem Ende der Serie zog Reed sich aus dem Filmgeschäft zurück, erst ab Ende der 1970er-Jahre übernahm sie wieder sporadisch ausgewählte Fernsehrollen. Von 1984 bis 1985 übernahm sie kurzzeitig die Rolle der Miss Ellie in der Fernsehserie Dallas, als die eigentliche Darstellerin Barbara Bel Geddes unter gesundheitlichen Problemen litt. Als sich Bel Geddes wieder erholt hatte, entließ man die enttäuschte Reed kurzerhand, allerdings nach Zahlung einer Entschädigung von über einer Million Dollar. Dallas war ihre letzte Arbeit als Schauspielerin.

## Privatleben

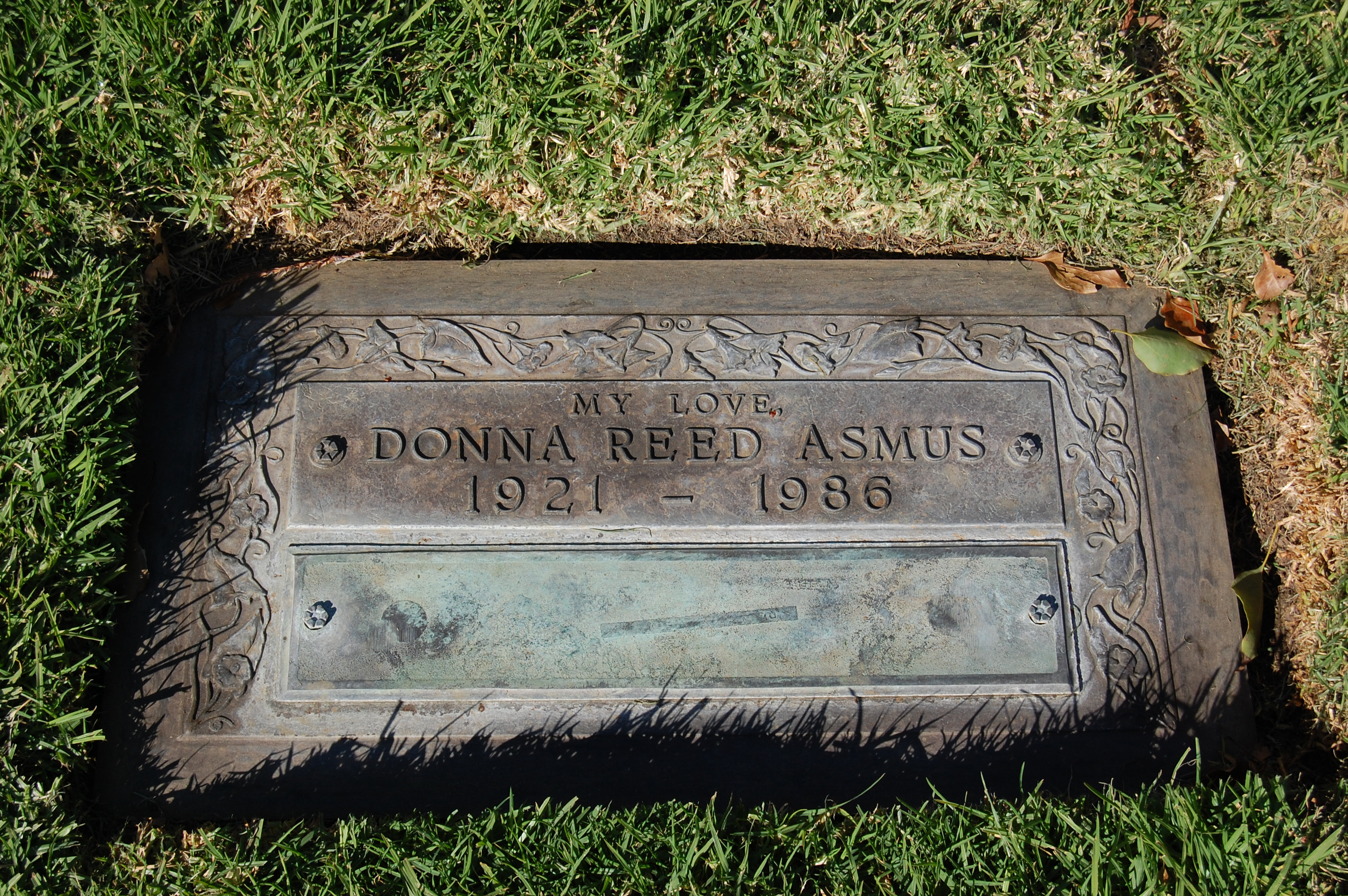
Reeds Grab auf dem Westwood Village Memorial Park Cemetery

Donna Reed spielte in zahlreichen Familienfilmen mit, in denen sie als perfekte Ehe- und Hausfrau zu einem idealisierten Frauenbild dieser Zeit beitrug. Sie selbst aber war eine moderne und politisch engagierte Frau, die unter anderem gegen den Vietnam-Krieg protestierte und eine Organisation gegen Kernenergie gründete. Sie war politisch registriertes Mitglied der Republikaner, unterstützte allerdings gelegentlich auch Kandidaten der Demokratischen Partei.
Reed war dreimal verheiratet; aus ihrer zweiten Ehe gingen drei Kinder hervor.
Am 14. Januar 1986 starb Reed im Alter von 64 Jahren an Bauchspeicheldrüsenkrebs. Nach ihrem Tod wurde die Donna Reed Foundation for the Performing Arts in Reeds Heimatstadt Denison gegründet. Diese gemeinnützige Einrichtung vergibt Stipendien für Schauspielschüler, veranstaltet eine jährliche Woche mit Schauspielseminaren und betreibt das Donna Reed Center for the Performing Arts.

## Filmografie
- 1941: Der Schatten des dünnen Mannes (Shadow of the Thin Man)
- 1941: Babes on Broadway
- 1942: The Bugle Sounds
- 1942: The Courtship of Andy Hardy
- 1942: Mokey
- 1942: Calling Dr. Gillespie
- 1942: Apache Trail
- 1942: Die Spur im Dunkel (Eyes in the Night)
- 1943: Und das Leben geht weiter (The Human Comedy)
- 1943: Dr. Gillespie’s Criminal Case
- 1943: The Man from Down Under
- 1943: Nacht der tausend Sterne (Thousands Cheer)
- 1943: Sucker Bait (Dokumentar-Kurzfilm)
- 1944: See Here, Private Hargrove
- 1944: Gentle Annie
- 1945: Das Bildnis des Dorian Gray (The Picture of Dorian Gray)
- 1945: Schnellboote vor Bataan (They Were Expendable)
- 1946: Faithful in My Fashion
- 1946: Ist das Leben nicht schön? (It’s a Wonderful Life)
- 1947: Taifun (Green Dolphin Street)
- 1948: Beyond Glory
- 1949: Todesfalle von Chikago (Chicago Deadline)
- 1951: Ein Held für zwei Stunden (Saturday’s Hero)
- 1952: Skandalblatt (Scandal Sheet)
- 1952: Rainbow 'Round My Shoulder
- 1952: Goldraub in Texas (Hangman’s Knot)
- 1953: Ärger auf der ganzen Linie (Trouble Along the Way)
- 1953: König der Piraten (Raiders of the Seven Seas)
- 1953: Verdammt in alle Ewigkeit (From Here to Eternity)
- 1953: Der Tolpatsch (The Caddy)
- 1953: Mit der Waffe in der Hand (Gun Fury)
- 1954: The Big Moment (Kurzfilm)
- 1954: Drei Stunden Zeit (Three Hours to Kill)
- 1954: Sie ritten nach Westen (They Rode West)
- 1954: Damals in Paris (The Last Time I Saw Paris)
- 1954: The Ford Television Theatre (Fernsehserie, Folge 3x11)
- 1955: Am fernen Horizont (The Far Horizons)
- 1955: Tales of Hans Anderson (Fernsehserie, Folge 1x01)
- 1956: Die Benny Goodman Story (The Benny Goodman Story)
- 1956: Menschenraub (Ransom!)
- 1956: Das Geheimnis der fünf Gräber (Backlash)
- 1956: Jenseits Mombasa (Beyond Mombasa)
- 1957: General Electric Theater (Fernsehserie, Folge 5x23)
- 1957: Suspicion (Fernsehserie, Folge 1x03)
- 1958: Besuch um Mitternacht (The Whole Truth)
- 1958–1966: Mutter ist die Allerbeste (The Donna Reed Show, Fernsehserie, 275 Folgen)
- 1960: Pepe – Was kann die Welt schon kosten (Pepe)
- 1979: The Best Place to Be (Fernsehfilm)
- 1983: Highschool Killer (Deadly Lessons) (Fernsehfilm)
- 1984: Love Boat (The Love Boat, Fernsehserie, 2 Folgen)
- 1984–1985: Dallas (Fernsehserie, 24 Folgen)